# Matthiola anchoniifolia
Matthiola anchoniifolia är en korsblommig växtart som beskrevs av Hub.-mor. Matthiola anchoniifolia ingår i släktet lövkojor, och familjen korsblommiga växter. Inga underarter finns listade i Catalogue of Life.